# Swaziland i olympiska sommarspelen 2000
Swaziland deltog i de olympiska sommarspelen 2000 med en trupp bestående av sex deltagare, fyra män och två kvinnor, men ingen av landets deltagare erövrade någon medalj.

## Boxning
Fjädervikt
- Musa Simelane
  - Omgång 1 – Bye
  - Omgång 2 – Förlorade mot Israel Héctor Perez från Argentina (gick inte vidare)

## Friidrott
Herrarnas maraton
- Lucky Willie Bhembe
  1. Final - 2:23:38 (51:a plats)

Damernas 5 000 meter
- Priscilla Mamba
  1. Omgång 1 - 17:30.04 (→ gick inte vidare, 37:a plats av 38)

## Taekwondo
| Idrottare          | Gren             | Åttondelsfinaler     | Kvartsfinaler        | Semifinaer           | Återkval omg. 1      | Återkval omg. 2      | Final                | Final            |
| Idrottare          | Gren             | Motståndare Resultat | Motståndare Resultat | Motståndare Resultat | Motståndare Resultat | Motståndare Resultat | Motståndare Resultat | Placering        |
| ------------------ | ---------------- | -------------------- | -------------------- | -------------------- | -------------------- | -------------------- | -------------------- | ---------------- |
| Mfanukhona Dlamini | Herrarnas −58 kg | Buftain (KUW) L RSC  | Gick inte vidare     | Gick inte vidare     | Gick inte vidare     | Gick inte vidare     | Gick inte vidare     | Gick inte vidare |